# Грудень 2014
Грудень 2014 — дванадцятий місяць 2014 року, що розпочався в понеділок 1 грудня та закінчився в середу 31 грудня.

## Події
2 грудня
- Верховна Рада України затвердила склад нового уряду[1].

4 грудня
- Бої у Грозному — військові дії у столиці Чечні між російськими урядовими військами та озброєними прихильниками Кавказького емірату.

5 грудня
- NASA успішно запустила космічний корабель нового покоління Orion[2].

10 грудня
- Шведська поліція відключила найбільший піратський файлообмінник The Pirate Bay[3].

14 грудня
- Терористичний акт у Пешаварі, жертвами якого стали 141 особа, у тому числі 132 дітей.

17 грудня
- ЄС виключив ХАМАС зі списку терористичних організацій[4].

28 грудня
- Катастрофа літака A320 у Яванському морію.
- Катастрофа літака Ан-26 у Конго.

30 грудня
- На Манежній площі в Москві відбулися протести опозиційно налаштованих росіян, викликані незаконним, на їхню думку, обвинувальним  вироком  опозиціонерам  Олексію  та  Олегу  Навальним.[5]